# Alessandro Barca
Alessandro Barca (Bergamo, 26 novembre 1741 – Bergamo, 13 giugno 1814) è stato un teorico della musica e chimico italiano.

## Biografia
Nasce a Bergamo il 26 novembre 1741 in una famiglia agiata, è figlio di Andrea Barca e Marina Bolis. In tenera età viene mandato nel collegio dei PP. Gesuiti a Monza dove riceve la sua prima educazione. Nel 1756, appena quindicenne entra nella congregazione dei chierici regolari Somaschi; è mandato a Venezia presso il noviziato di Santa Maria della Salute dove studia retorica (con M. Poleti) e matematica (coll'Alberegno). Approfondisce la filosofia a Pavia con P. Campi sino al 1759 quando è inviato a Milano a completare gli studi di teologia con i PP. Molina e Fumagalli.
Alla fine del 1761 è chiamato dei PP. Somaschi a insegnare filosofia e matematica presso il collegio di S. Croce a Padova. Qui diverrà amico di Antonio Vallotti. 
Il 28 ottobre 1764 viene ordinato sacerdote. Dal 1766 e per alcuni anni è costretto ad abbandonare l'insegnamento a causa di un indebolimento della sua salute.
Nel 1771 è chiamato dall'Università di Padova ad insegnare Diritto Canonico, insegnamento che manterrà per i quaranta anni successivi. Nel 1776 è eletto Preposito del collegio di S. Croce in Padova e nel 1777 viene eletto Pro-Rettore dell'Università di Padova. 
Nel 1780, su suggerimento di Giambattista Martini, gli vengono consegnati i manoscritti delle opere teoriche di Antonio Vallotti (appena deceduto) perché le esamini in vista di una loro possibile pubblicazione. 
Nel 1783 anticipa i risultati del chimico francese C. L. Berthollet in un esperimento sulla scomposizione del carbonato di potassio ovvero dell'alcali flogisticato.
Nel 1788 basandosi su osservazioni di T. O. Bergman anticipa una scoperta del chimico francese L. B. Guyton de Morveau dando un'espressione quantitativa a quella che verrà poi chiamata in metallografia la "legge della leva" sull'equilibrio delle fasi in un sistema binario.
Nel 1800 viene nominato direttore della pubblica scuola di architettura presso l'Università di Padova e nel 1807 riceve l'incarico di soprintendente ai lavori dell'orto botanico e della Specola di Padova.
Nel 1810 è incaricato dal Ministro della Pubblica Istruzione di redigere un Rapporto sullo stato della Musica nel Regno d'Italia.
Quasi cieco e completamente sordo ottiene nel 1812 la giubilazione e si ritira a Bergamo presso la sua famiglia dove morirà il 13 giugno del 1814 a pochi mesi dal suo settantatreesimo compleanno.
Alessandro Barca fu un umanista e insegnante; uno scienziato assai apprezzato e uno scrittore di arte e di fisica; un matematico e un teorico della musica. La sua cultura vastissima e "illuminista" fu seconda soltanto alla tenacia e all'amore che costantemente lo mossero nella ricerca della conoscenza. 
Se il suo lavoro del 1788 in metallografia può essere considerato il principale risultato scientifico da lui raggiunto è da notare anche che le disquisizioni contenute nella sua Nuova teoria di musica, ispirandosi al Tentamen novae theorie musicae di Eulero, si collocano al centro dell'acceso dibattito di quel periodo sulle basi teoriche dell'armonia. Già dalla metà del secolo il concetto di identità armonica con i propri rivolti attendeva una giustificazione formale. La produzione teorica di Alessandro Barca si situa in un'ottica pionieristica già ben supportata dalla cosiddetta scuola degli armonisti padovani che azzardava criteri compositivi basati sull'idea dell'inversione degli accordi.

## Opere a stampa
- Conghietture sulla elettricità, in Scelta di opuscoli, XVII, Milano, Marelli 1776, pp. 87-92
- Nuovi teoremi per la divis. delle ragioni supposte nella maggiore o minore disugguaglianza di doppio e contrario genere di quantità, Bergamo 1781.
- Lettera del p. B. prof. nell'università e Vice segretario per le scienze nell'Acc. di Padova al sig. cav. d. Marsiglio Landriani sulla scomposizione dell'alcali flogisticato. Milano, Marelli 1783.
- Relazione del 22 Dicembre 1783 estratta dai registri dell'Accademia di Padova riguardo al calcolo Bagatella (a firma S. Stratico, A. Barca), in Antonio Bagatella, Regole per la costruzione de' Violini Viole Violoncelli e Violoni, Padova 1786
- Introduzione ad una nuova teoria di musica. Memoria prima. In Saggi scientifici e letterarj dell'Accademia di Padova, I, Padova 1786.
- Introduzione ad una nuova teoria di musica. Seconda memoria, ibid., II, Padova 1789.
- Memoria sopra un fenomeno osservato dal Sig. Bergman, e le supersaturazioni chimiche, ibid., III, 1, Padova 1794.
- Di una nuova teoria di musica. Memoria prima (terza dopo le due di introduzione), ibid., III, 2, Padova 1794.
- Saggio sopra il Bello di Proporzione in Architettura di A. B. pensionario dell'Accademia delle scienze di Padova nella classe matematica, pubblico primario professore in quell'università; membro dell'antico Istituto di Bologna e di più altre Accademie (dedicato a Iacopo Quarenghi patrizio bergamasco), Bassano 1806, in 40, con cinque tavole.
- Della geometria di Polifilo. Memoria letta il 27 aprile 1808, in Memorie della Accademia di scienze, lettere ed arti di Padova, IV, Padova 1809.
- Di una, nuova teoria di musica. Memoria seconda (quarta dopo le due di introduzione), ibid.
- Articolo, non firmato, sulla maniera di comporre del P. Vallotti in Redattore del Reno, Bologna 18 marzo 1808.
- Rapporto sullo stato della Musica nel Regno d'Italia diretto al Ministero della Pubblica Istruzione. Alessandri 1875.

## Opere manoscritte
La quasi totalità dei manoscritti di un certo rilievo di A. Barca sono custoditi (1987) nella Biblioteca Mons. G. M. Radini Tedeschi di via Garibaldi, 10 a Bergamo. Essa ospita gli autografi confluiti dalla Biblioteca del clero di S. Alessandro in Colonna; di questa moltitudine di reperti le opere pronte alla stampa (come lo stesso autore informa) sono solamente tre:
- Di una nuova Teoria di Musica. Memoria III. (V con le due di introduzione)
- Della libertà assoluta di commercio. Memoria.
- Sull'altezza dei vasi. Memoria. (Architettura.)